# قنات شاهیک قائنات
شاهیکقنات شاهیک قاین از جمله قنات های با ارزش و تاریخی استان است که به دلیل ویژگی های تاریخی و فرهنگی در فهرست میراث ملی ثبت  شد.قنات شاهیک 2 هزار مترطول و 25 حلقه چاه دارد و آبدهی آن در سال های ترسالی تا 100 لیتر بر ثانیه می رسد، شاهیک هیچ گاه خشک نشده و حتی در خشکسالی ها آب آن از 5 لیتر در ثانیه کمتر نشده است.در بالا دست مادر چاه دو بند احداث شده و در این بندها چاه های تزریقی قرار دارند تا به هنگام سیلاب بخش اعظم آن در چاه ها نفوذ کرده و باعث افزایش تغذیه سفره زیرزمینی و آبدهی قنات شود.قنات شاهیک این قنات در 5 کیلومتری شهر قاین و در روستائی به همین نام واقع شده است.